# القوة (فلم 1982)
القوة (بالهندية: शक्ति) (بالإنجليزية: Shakti) هو فيلم دراما وجريمة هندي باللغة الهندية عام 1982، من إخراج راميش سيبي، وكتابة الثنائي سليم-جاويد، وإنتاج مشير-رياض. من النجوم ديليب كومار وأميتاب باتشان وراكي جولزار وسميتا باتيل وكولبوشان خارباندا وأمريش بوري. اشتهر فيلم القوة بكونه الفيلم الأول والوحيد الذي يضم الممثلين المخضرمين كومار وباتشان معًا على الشاشة.  يُعتبر أحد أعظم الأفلام في تاريخ السينما الهندية، وفاز بأربع جوائز فيلم فير، لأفضل فيلم، وأفضل سيناريو، وأفضل مونتاج صوت، وأفضل ممثل لكومار. إنه مستوحى من الفيلم التاميلي ثانجاباتاكام.
كان الفيلم هو الفيلم الأعلى ربحًا في شباك التذاكر في ذلك العام. تم ترشيح كل من كومار وباتشان لجائزة فيلم فير لأفضل ممثل، والتي فاز بها كومار. وفي حديثه عن أداء باتشان، قال سيبي: "لا أعتقد أن أي شخص آخر كان ليتمكن من أداء الدور بالطريقة التي لعبها السيد باتشان. كان عليه أن يلعب دور الابن الجريح والمتألم". 

## حبكة
يصل مفوض الشرطة المتقاعد أشويني كومار (ديليب كومار) إلى محطة السكة الحديد لاستقبال حفيده المراهق رافي، الذي عاد للتو بعد الانتهاء من امتحانات البكالوريوس. عندما سأله جده عن خططه المستقبلية، أجاب رافي على الفور أنه يريد أن يصبح ضابط شرطة ويخدم بلده، تمامًا مثل جده. يخبره كومار أن رحلة كونه ضابط شرطة محفوفة بالعديد من التحديات الشاقة، ويجب على رافي إعادة النظر في قراره. يبدأ كومار بشرح قصة حياته الخاصة في استرجاع الذكريات.
كان لدى كومار عائلة سعيدة تتكون منه، وشيتال، جدة رافي، وابنه فيجاي، والد رافي. خلال عملية تطهير المدينة من الجريمة، يستخدم أشويني الهراوات ضد رجل عصابات مخيف يدعى جيه كيه فيرما. يقوم باعتقال أحد أتباع جيه. كيه. الرئيسيين المدعو ياشوانت من أجل القضاء على سيادة جيه. كيه.، ومع ذلك، جيه. كيه. يأخذ الأمور بين يديه ويختطف فيجاي. يتصل جيه. كيه. بأشويني ويحاول التوصل إلى اتفاق: حرية ياشوانت مقابل حياة فيجاي. أشويني، ضابط شرطة فاضل، يقول لجيه كيه على الهاتف أنه حتى لو قُتل ابنه الوحيد في هذه العملية، فلن يخون القانون. لكن دون علم أشويني، يجري تسجيل المحادثة على شريط. عندما يستمع فيجاي إلى صوت والده على جهاز التسجيل، يشعر بالصدمة والألم لسماع كلمات والده وموقفه غير المبالي تجاه لحمه ودمه.
مع عدم وجود أي مساعدة قادمة، يقرر فيجاي أن يتولى مهمة الهروب من خاطفيه. بينما كانت العصابة بأكملها تبحث عن فيجاي، وجد كيه دي نارانج، وهو أحد أفراد عصابة جيه. كيه.، فيجاي لكنه أشفق على الطفل العاجز وساعده على الهروب إلى بر الأمان. تتعقب الشرطة مخبأ جيه. كيه.، لكنها تكتشف أن فيجاي مفقود. يتمكن فيجاي من الهروب ويصل إلى منزله بأمان، لكن فيجاي يبتعد ببطء وثبات عن والده. يصبح نارانج وجاي كيه أعداء لدودين بعد أن اكتشف جاي كيه أن نارانج كان وراء هروب فيجاي.
مع مرور السنين، بدأ فيجاي، الذي أصبح الآن شابًا، يشعر بالاستياء من والده وحبه له في الدفاع عن القانون. خلال لقاء صدفة، ينقذ فيجاي سيدة شابة تدعى روما، والدة رافي، من أربعة رجال مشاغبين يحاولون التحرش بها. يبدأ فيجاي وروما في تكوين علاقة وثيقة. أثناء مقابلة عمل لوظيفة مساعد مدير فندق، كان كيه. دي. نارانغ، مالك الفندق، يمر بالصدفة. يقاطع المقابلة ويستأجر فيجاي على الفور. يتذكر فيجاي أن كيه دي نارانج هو الشخص الذي أنقذ حياته ويقرر العمل بأي شكل مطلوب مع الرجل الذي يعتقد أنه مدين له بحياته.
أصبح الثنائي جيه. كيه. وكيه. دي. الآن أعداء لدودين في أعمالهما غير القانونية، لذلك قرر جيه. كيه. إزالة أشواكه قبل أن تمتص الدماء منه ومن أعماله. يحاول جيه. كيه. قتل كيه. دي.، لكن فيجاي ينقذ كيه. دي. بحضوره الذهني. يتذكر فيجاي لكيه دي كيف كان فيجاي مدينًا بحياته لكيه دي، والآن أصبح فيجاي هو الذراع الأيمن لكيه دي. يشعر جيه كيه بالغضب من رجاله لفشلهم في قتل نارانج. يخبره رجاله أن فيجاي أفسد الخطة. غاضبًا، يخطط جيه. كيه. لقتل فيجاي أولاً، ثم نارانج، ثم أشويني.
أشويني يستاء من التقارب المتزايد بين فيجاي و كيه دي نارانج، لذلك يطلب من فيجاي مغادرة منزله. ينتقل فيجاي للعيش مع روما، ويبدءان بالعيش معًا، دون زواج. تحاول شيتال إقناع ابنها بترك الطريق الخاطئ، ولكن دون جدوى. لاحقًا، تكشف روما لفيجاي أنها حامل بطفله، الذي هو رافي، لذلك يتزوجها فيجاي. في إحدى الليالي، بينما كان فيجاي وروما في مطعم، حاول رجل مخمور يدعى جانبات راي التقدم لروما، لكن فيجاي يضربه، مما دفع رجلين يرتديان ملابس زرقاء إلى التقدم ومرافقة راي خارج الفندق. اتضح أن هذين الرجلين استأجرا راي ليتصرف بغباء وسُكر. وبعد دقائق قليلة، طعن أحد الرجال راي حتى الموت. في صباح اليوم التالي يعود فيجاي إلى منزله، لكن رجال أشويني يتبعونه. الضابط الأكثر ولاءً لأشويني، سودهاكار، لديه مذكرة تزعم أن فيجاي هو من قتل راي. يتم أخذ فيجاي إلى حجز الشرطة، ولكن عندما يتم تحديد التهم الكاذبة، يتم إطلاق سراح فيجاي من السجن، ويبدأ العمل مع كيه دي بدوام كامل.
عندما يتم سرقة شاحنة نارانج المحملة بالبضائع من قبل جيه كيه، يطلب فيجاي من نارانج إعادة شاحنته إليه، ولكن بمفرده، وهو ما يوافق عليه نارانج. عندما يرى فيجاي جيه كيه يمر، يقوم بإمساكه. يخبر فيجاي جي كيه أنه هو نفس الصبي الذي اختطفه جي كيه من المدرسة، وأنه كان ينتظر انتقامه لسنوات، مما أثار رعب جي كيه. بعد معركة ساخنة مع رجال جيه كيه، يقود فيجاي شاحنة نارانج عائداً إليه. عندما يسأل الصحفيون أشويني عن تضارب المصالح - حيث أن ابنه هو أحد رجال العصابات المشهورين في عصابة كيه دي، ولكنه نائب مفوض الشرطة - يطلب مفوض الشرطة (أشوك كومار) من أشويني التنازل عن القضية. ومع ذلك، تطلب أشويني مهلة 48 ساعة للقبض على فيجاي وعصابات العصابات الشريرة الأخرى وتقديمهم للعدالة، وإلا فسوف تستقيل أشويني. تم القبض على كيه دي و فيجاي ومعظم رجال العصابات التابعين لكيه دي، لكن جيه كيه لا يزال هاربًا. يأخذ جيه كيه على عاتقه مهمة القضاء على مشاكله مرة واحدة وإلى الأبد عن طريق قتل أشويني. بدلاً من ذلك، يتم قتل شيتال على يد جيه كيه نفسه أثناء محاولتها حماية زوجها. فيجاي الغاضب، الذي سُجن في وقت مقتل شيتال، يهرب من الشرطة ويشرع في البحث عن رأس جيه كيه. يجد فيجاي وكرًا يتواجد فيه أربعة من رجال جيه كيه. يخبرهم فيجاي أنه ليس لديه أي شيء ضدهم، وأنه يريد فقط جيه كيه، لكن رجال العصابات يحاولون قتله. ومع ذلك، ينجح فيجاي في قتل جميع الرجال. أثناء استجواب أحد أتباع جيه كيه، علم فيجاي أن جيه كيه لديه خطط لمغادرة الهند باستخدام أوراق اعتماد مزيفة. ثم يقتل فيجاي الرجل، فيغرق.
بناءً على المعلومات الواردة، يصل فيجاي إلى المطار، وينجح في النهاية في قتل جيه كيه، الذي كان متنكرًا، وبالتالي ينتقم لموت والدته. تنجح أشويني في تعقب فيجاي وتطلب منه عدم الهروب، لكن دون جدوى. أشويني يسحب الزناد وعيناه دامعتان، مما يؤدي إلى إصابة ابنه بجروح قاتلة في هذه العملية. تندفع أشويني نحوه، وفي وداع مليئ بالدموع، يدرك فيجاي خطأه ويطلب المغفرة، قائلاً لوالده أنه كان يحبه كثيرًا دائمًا.
ينتقل المشهد إلى الوقت الحاضر، وتسأل أشويني رافي وهي تبكي، عما إذا كان يريد اتباع قراره بأن يصبح ضابط شرطة. على الرغم من سماع رافي للقصة المحزنة، إلا أنه رد بقوة بالإيجاب. كومار وروما، والدة رافي، أرملة فيجاي يمنحون رافي بركاتهم. يستقل رافي القطار ويغادر، مما يدل على أنه سيصبح ضابطًا في المستقبل....

## الممثلون
- ديليب كومار بدور DCP أشويني كومار
- أميتاب باتشان بدور فيجاي كومار، ابن أشويني وشيتال، زوج روما، والد رافي.
- راكي جولزار بدور شيتال كومار، زوجة أشويني
- سميتا باتيل بدور روما، زوجة فيجاي
- كولبوشان خارباندا بدور كيه. دي. نارانج
- أمريش بوري بدور جي كي فيرما
- أشوك كومار بصفته مفوض الشرطة (ظهور خاص)
- أنيل كابور بدور رافي كومار وفيجاي وابن روما (ظهور ضيف)
- شارات ساكسينا بدور لوبو، مساعد نارانج
- داليب تاهيل بدور جانبات راي
- ساتيش شاه أ ساتيش، جون في القطار المحلي
- سودهير باندي بدور براكاش
- جوجا كابور بدور ياشوانت
- شاندراشيكار كضابط شرطة كبير
- فيكاس أناند بدور سودهاكار، مفتش الشرطة

## الموسيقى التصويرية
حققت أغنية "Jane Kaise Kab Kahan" نجاحًا كبيرًا.
| #  | عنوان                       | المدة |
| -- | --------------------------- | ----- |
| 1. | "Ae Aasman Bata"            |       |
| 2. | "Hamne Sanam Ko Khat Likha" |       |
| 3. | "Jane Kaise Kab Kahan"      |       |
| 4. | "Mangi Thi Ek"              |       |

تم تقديم الغناء بواسطة كيشور كومار (لباتشان)، لاتا مانغيشكار (لباتيل)، وماهيندرا كابور (لديليب كومار).

## روابط خارجية
- القوة على موقع IMDb (الإنجليزية)
- القوة على موقع روتن توميتوز (الإنجليزية)
- القوة على موقع أول موفي (الإنجليزية)
- القوة على موقع فيلمافينيتي (الإسبانية)
- القوة على موقع قاعدة بيانات الفيلم (الإنجليزية)
- القوة على موقع ليتربوكسد (الإنجليزية)
- القوة على موقع كينوبويسك (الروسية)